# Operazione Maritime Monitor
L'operazione Maritime Monitor è stata una missione NATO svolta durante la guerra in Bosnia per verificare l'effettivo rispetto delle sanzioni imposte alla ex Jugoslavia dalle risoluzioni 713 (1991) e 757 (1992) del Consiglio di sicurezza delle Nazioni Unite.
L'operazione ebbe inizio il 16 luglio 1992 con le navi della NATO che sotto il comando di STANAVFORMED ebbero il compito di pattugliare le acque internazionali al largo delle coste del Montenegro, mentre contemporaneamente si svolgeva una missione parallela dell'Unione europea occidentale denominata Sharp Vigilance (vigilanza acuta) per il controllo del traffico nel Canale d'Otranto.
La missione ebbe termine il 22 novembre dello stesso anno e il suo posto venne preso dall'operazione Maritime Guard, mentre la missione Sharp Fence (barriera acuminata) a guida UEO prese il posto di Sharp Vigilance.

## Partecipazione italiana
L'Italia ha partecipato alla missione con unità navali della Marina Militare sia nell'operazione a comando NATO che in quella a guida dell'Unione Europea Occidentale.

### Sharp Vigilance
Nell'operazione Sharp Vigilance a guida UEO la Marina Militare Italiana ha messo a disposizione fregate Classe Lupo e Maestrale e corvette Classe Minerva. Le unità navali schierate alternandosi nella missione furono le seguenti:
- Maestrale
- Espero
- Sagittario
- Driade
- Fenice
- Scirocco
- Minerva
- Perseo
- Sfinge
- Zeffiro

### Operazione Maritime Monitor
Nella missione a guida NATO si sono alternate la fregata Aliseo, che ha operato dalla fine di luglio all'8 settembre, rilevata poi dal cacciatorpediniere Audace che ha operato dal 26 settembre al 22 novembre 1992.